# الثافرة (العبدية)

تعديل مصدري - تعديل

الثافرة هي إحدى قرى عزلة ال الثابثي بمديرية العبدية التابعة لمحافظة مأرب، بلغ تعداد سكانها 109 نسمة حسب تعداد اليمن لعام 2004.